# Colgar tricolor
Colgar tricolor är en insektsart som beskrevs av William Lucas Distant 1910. Colgar tricolor ingår i släktet Colgar och familjen Flatidae. Inga underarter finns listade i Catalogue of Life.